# Theater Basel
 (octobre 2024).
Si vous disposez d'ouvrages ou d'articles de référence ou si vous connaissez des sites web de qualité traitant du thème abordé ici, merci de compléter l'article en donnant les références utiles à sa vérifiabilité et en les liant à la section « Notes et références ».
Le Theater Basel est le théâtre municipal de la ville de Bâle, en Suisse, où se produisent les compagnies d'opéra et de ballet de la ville. Le théâtre présente également des pièces de théâtre et des comédies musicales, en plus des opéras et des opérettes.
Comme le théâtre ne possède pas son propre orchestre, l'Orchestre symphonique de Bâle est généralement engagé pour accompagner les productions d'opéra et de ballet, selon les besoins. Pour les productions d'opéras baroques, c'est La Cetra, l'orchestre baroque de la Schola Cantorum Basiliensis, qui est sollicité.

## Histoire

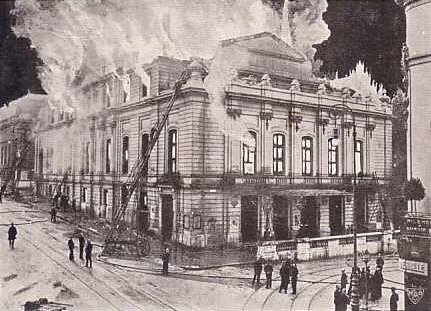
Le deuxième théâtre du Theater Basel, détruit par un incendie en 1904 (carte postale de 1904).

Kristiina Poska est la plus récente directrice musicale générale (GMD, Generalmusikdirektorin) de la compagnie, devenant la première femme cheffe d'orchestre à occuper ce poste, avec une nomination en octobre 2018 pour une prise de fonction effective lors de la saison 2019-2020. Elle occupe ce poste pendant la saison 2019-2020.

## Directeurs artistiques
- Leo Melitz (1899–1919)
- Ernst Lert (1919–1920)
- Otto Henning (1921–1925)
- Oskar Wälterlin (1925–1932)
- Egon Neudegg (1932–1949)
- Gottfried Becker, Kurt Horowitz, Hans Thudium (1949–1950; co-directeurs)
- Friedrich Schramm (1950–1953)
- Albert Wiesner (1953–1954)
- Hermann Wedekind (1954–1960)
- Werner Düggelin (1968–1975)
- Hans Hollmann (1975–1978)
- Horst Statkus (1978–1988)
- Frank Baumbauer (1988–1993)
- Wolfgang Zörner (1993–1994)
- Hans Peter Doll (1994–1996)
- Michael Schindhelm (1996–2006)
- Georges Delnon (2006–2015)
- Andreas Beck (2015–2020)
- Benedikt von Peter (2021–present)

## Directeurs musicaux généraux
- Gottfried Becker (1928–1942)
- Gottfried Becker, Alexander Krannhals (co-directeurs, 1942–1949)
- Alexander Krannhals (1949–1953)
- Hans Münch (1953–1957)
- Silvio Varviso (1956–1962)
- Paul Jamin (1962–1964)
- Hans Löwlein (1964–1972)
- Armin Jordan (1972–1989)
- Michael Boder (1989–1993)
- Erik Nielsen (2016–2019)
- Kristiina Poska (en) (2019–2020)